# Pareclipsis leptophyes
Pareclipsis leptophyes là một loài bướm đêm trong họ Geometridae.